# Váhovce
Váhovce est un village de Slovaquie situé dans la région de Trnava.

## Histoire
Première mention écrite du village en 1259.
La localité fut annexée par la Hongrie après le premier arbitrage de Vienne le 2 novembre 1938. En 1938, on comptait 2 217 habitants dont 13 juifs. Elle faisait partie du district de Galanta, en hongrois Galántai járás. Le nom de la localité avant la Seconde Guerre mondiale était Váhovce/Vága. Durant la période 1938-1945, le nom hongrois Vága était d'usage. À la libération, la commune a été réintégrée dans la Tchécoslovaquie reconstituée.

## Démographie

### Évolution de la population
| Année:               | 1994. | 2004.   | 2014.   | 2024.   |
| -------------------- | ----- | ------- | ------- | ------- |
| Nombre de personnes: | 1949  | 2070    | 2136    | 2008    |
| Différence:          |       | +6,20 % | +3,18 % | -5,99 % |

| Année:               | 2023. | 2024.   |
| -------------------- | ----- | ------- |
| Nombre de personnes: | 2024  | 2008    |
| Différence:          |       | -0,79 % |